# Генерален прокурор на СССР
Генералният прокурор на СССР (на руски: Генеральный прокурор СССР) е бил най-високият функциониращ пост за държавен прокурор в СССР, който е бил отговорен за цялата система от постове на държавни прокурори и наблюдение на техните активности на територията на Съветския съюз.
Постът прокуратор има своите исторически корени в Руската империя, и под съветското право държавните прокуратори имали широг обсег от отговорности, включително, но неограничавайки се само до тези на държавните прокурори, които са налице в другите правни системи. Постовете на държавните прокуратори са били и все още се използват в други страни, поддържащи доктрината на социалистическото право.
|  | Тази страница частично или изцяло представлява превод на страницата Procurator General of the Soviet Union в Уикипедия на английски. Оригиналният текст, както и този превод, са защитени от Лиценза „Криейтив Комънс – Признание – Споделяне на споделеното“, а за съдържание, създадено преди юни 2009 година – от Лиценза за свободна документация на ГНУ. Прегледайте историята на редакциите на оригиналната страница, както и на преводната страница, за да видите списъка на съавторите. ВАЖНО: Този шаблон се отнася единствено до авторските права върху съдържанието на статията. Добавянето му не отменя изискването да се посочват конкретни източници на твърденията, които да бъдат благонадеждни. |